# Heinrich Wilhelm Olbers
Heinrich Wilhelm Matthäus Olbers (n. 11 octombrie 1758 - d. 2 martie 1840) a fost un astronom, medic și fizician german. A dezvoltat metoda de determinare a traiectoriei corpurilor cerești, a descoperit asteroizii 2 Pallas și 4 Vesta, precum și 6 comete și a formulat paradoxul care îi poartă numele.

## Biografie
S-a născut la Arbergen, lângă Bremen, fiind al optulea din cei 16 copii ai pastorului Johann Georg Olbers. În 1760 se mută cu familia la Bremen. Acolo urmează diverse școli, iar în 1777 începe studiul medicinei la Universitatea din Göttingen pe care îl încheie în 1780, teza de doctorat fiind o dizertație asupra ochiului uman.

## Astronomie
Încă de mic și-a manifestat aptitudinea pentru astronomie. La 10 ani era interesat de marea cometă vizibilă în acel an, 1769. Ca student, audiază diverse cursuri de astronomie. În 1779, în perioada efectuării stagiului medical, descoperă metoda determinării traiectoriei unei comete.

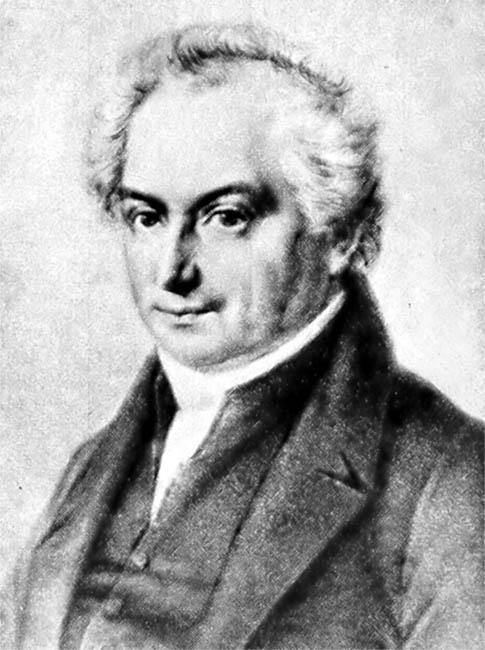
Olbers la maturitate

Deși era de profesie medic, dedică astronomiei întregul său timp liber. Cea mai mare parte a nopții o petrecea efectuând observații cerești mai ales asupra cometelor. În 1797, publică lucrarea Tratat asupra celei mai simple și comode metode de a calcula traiectoria unei comete, reeditată în 1847 și 1864. Metoda de calcul descrisă aici este și astăzi utilizabilă.
În 1800, la inițiativa astronomului Franz Xaver von Zach, a luat ființă Societatea Astronomică (Die Astronomische Gesellschaft), al cărei prim președinte a fost Johann Hieronymus Schröter. Observatorul astronomic al acesteia era unul dintre cele mai înzestrate din lume din acea perioadă. Printre alți membri fondatori s-au enumerat: Olbers, Karl Ludwig Harding, Ferdinand Adolf von Ende și Johann Gildemeister.
Obiectivul principal al Societății Astronomice îl constituia observarea și studiul corpurilor cerești încă necunoscute, mai ales acele presupuse planete mici (de fapt asteroizi) existente între Marte și Jupiter.
Olbers descoperă asteroizii: Pallas (28 martie 1802) și Vesta (29 martie 1807).